# Дејвид Блу
Дејвид Блу (енгл. David Blu; David Bluthenthal, хебр. דוד בלו‎; Лос Анђелес, Калифорнија, 18. јул 1980) је бивши америчко-израелски кошаркаш. Играо је на позицијама крила и крилног центра.

## Биографија
Колеџ кошарком бавио се на Универзитету Јужна Калифорнија (USC) у периоду од 1998. до 2002. године. Учествовао је на НБА драфту 2002, али није изабран.
Прве две сениорске сезоне провео је у Макабију из Тел Авива и са њима је у том периоду освојио по два израелска првенства и купа, али и Евролигу 2003/04.
Са Сакраменто кингсима играо је НБА летњу лигу 2004, а у новембру те године придружио се руском Динаму из Санкт Петербурга. Тамо се задржао само два месеца, а сезону 2004/05. окончао је у Бенетону са којим је освојио Куп Италије. У Италији се задржао и наредне две сезоне и по једну провео у два највећа болоњска тима - прво Виртусу, па Фортитуду.
Јуна 2007. вратио се у Макаби и био је део тима који је стигао до финала Евролиге 2007/08.
Сезона 2008/09. одвела га је у Ле Ман Сарт са којим је освојио Куп Француске, као и Куп „Недеља асова“ у ком је био МВП.
Од лета 2009. по трећи пут је у редовима Макабија из Тел Авива, мада је прескочио сезону 2012/13. због завршетка школовања у САД. Ово је уједно и његов најуспешнији боравак у Поносу Израела, јер је списку трофеја додао још три национална првенства и четири купа, те регионалну Јадранску лигу 2011/12, а свакако највећи успех је освајање још једне евролигашке титуле у сезони 2013/14. Године 2014. је освојио и своју другу триплу круну са овом екипом (прва је била 2004).
Члан је репрезентације Израела за коју је наступао на Европском првенству 2011. године.

## Успеси

### Клупски
- Макаби Тел Авив:
  - Евролига (2): 2003/04, 2013/14.
  - Јадранска лига (1): 2011/12.
  - Првенство Израела (5): 2002/03, 2003/04, 2010/11, 2011/12, 2013/14.
  - Куп Израела (6): 2003, 2004, 2010, 2011, 2012, 2014.
- Тревизо:
  - Куп Италије (1): 2005.
- Ле Ман Сарт:
  - Куп Француске (1): 2009.
  - Куп „Недеља асова“ (1): 2009.

### Појединачни
- Најкориснији играч Купа „Недеља асова“: 2009.
- Најкориснији играч финала Суперлиге Израела: 2011.